# Gorodets
Gorodets (en russe : Городец) est une ville de l'oblast de Nijni Novgorod, en Russie, et le centre administratif du raïon de Gorodets. Sa population s'élevait à 30 570 habitants en 2013.

## Géographie
Gorodets est située sur la rive gauche de la Volga, à 48 km au nord-ouest de Nijni Novgorod et à 379 km à l'est de Moscou.

## Histoire
Gorodets fut d'abord une forteresse sur la Volga, fondée en 1152 par le prince Iouri Dolgorouki, également fondateur de Moscou. Elle était la première forteresse russe de l'actuel oblast de Nijni Novgorod. Elle fut le point de départ de nombreuses campagnes des princes de Vladimir et de Souzdal contre les Bulgares de la Volga.
En 1216, Iouri II Vladimirski fut détrôné par son frère et envoyé en exil ici. En 1239, la ville fut entièrement incendiée par l'armée des Mongols de Batu Khan. La tradition populaire identifie Gorodets à Maly Kitej, une ville légendaire détruite par les Mongols.
En 1263, Alexandre Nevski mourut à Gorodets sur le chemin de Novgorod, en revenant de la Horde d'or. Son fils André III fit de la ville sa résidence principale. Au Moyen Âge, un célèbre peintre d'icônes, Prokhor, y naquit. Au milieu du XIVe siècle, Gorodets fut éclipsée par sa voisine, Nijni Novgorod, tout en demeurant la troisième plus grande ville de la principauté de Nijni Novgorod. Mais en 1408, elle fut rasée par Edigou.
Au cours des deux siècles suivants, la ville était connue sous le nom de Gorodets Poustoï, littéralement « Gorodets la Vide ». En effet, selon certaines chroniques, toute la population l'avait quittée pour s'installer en aval, sur le site de l'actuelle ville de Balakhna. Au XIXe siècle, Gorodets redevint un village prospère, peuplé de marchands vieux croyants. Elle était réputée pour son artisanat décoratif, tel que la gravure et la peinture sur bois. Vers 1875, Gorodets était un important centre du commerce des céréales et d'ustensiles de cuisine en bois.
En 1922, Gorodets redevint une ville et le centre administratif de l'ouïezd de Gorodets, plus tard le raïon de Gorodets. Entre 1948 et 1959, fut construit le barrage de la centrale hydroélectrique de Gorki (aujourd'hui centrale hydroélectrique de Nijni Novgorod) à quelques kilomètres en amont de Gorodets. Une nouvelle ville industrielle, Zavoljie, fut construite sur la rive droite de la Volga.
Dans le passé, Gorodets fut également appelée Gorodets-Radilov (Городе́ц-Ради́лов), ou simplement Radilov.

## Population
Recensements (*) ou estimations de la population :
| 1897* | 1926*  | 1939*  | 1959*  | 1970*  | 1979*  |
| ----- | ------ | ------ | ------ | ------ | ------ |
| 7 000 | 11 243 | 16 140 | 27 019 | 34 229 | 35 727 |

| 1989*  | 2002*  | 2006   | 2010*  | 2012   | 2013   |
| ------ | ------ | ------ | ------ | ------ | ------ |
| 34 210 | 32 442 | 31 707 | 30 654 | 30 447 | 30 570 |

## Patrimoine
Les principaux monuments historiques de Gorodets – la cathédrale de la Trinité (1644), l'église Saint-Nicolas (1672) et le monastère Fedorovski, associé à une célèbre icône du même nom, l'icône Fiodorovskaïa de la Mère de Dieu, furent détruits à l'époque soviétique. La structure subsistante la plus ancienne est une simple église, bâtie au début du XVIIIe siècle là où fut enterré le plus célèbre souverain de la ville, André III, en 1304.
La Décollation de Jean le Baptiste ainsi que la Mise au tombeau sont deux des cinq icônes du XVe siècle qui faisaient partie du registre des fêtes de l'iconostase de l'église de Gorodets. Aujourd'hui ces icônes sont exposées à la Galerie Tretiakov ou au Musée national de peinture de Kiev.

## Économie et transport

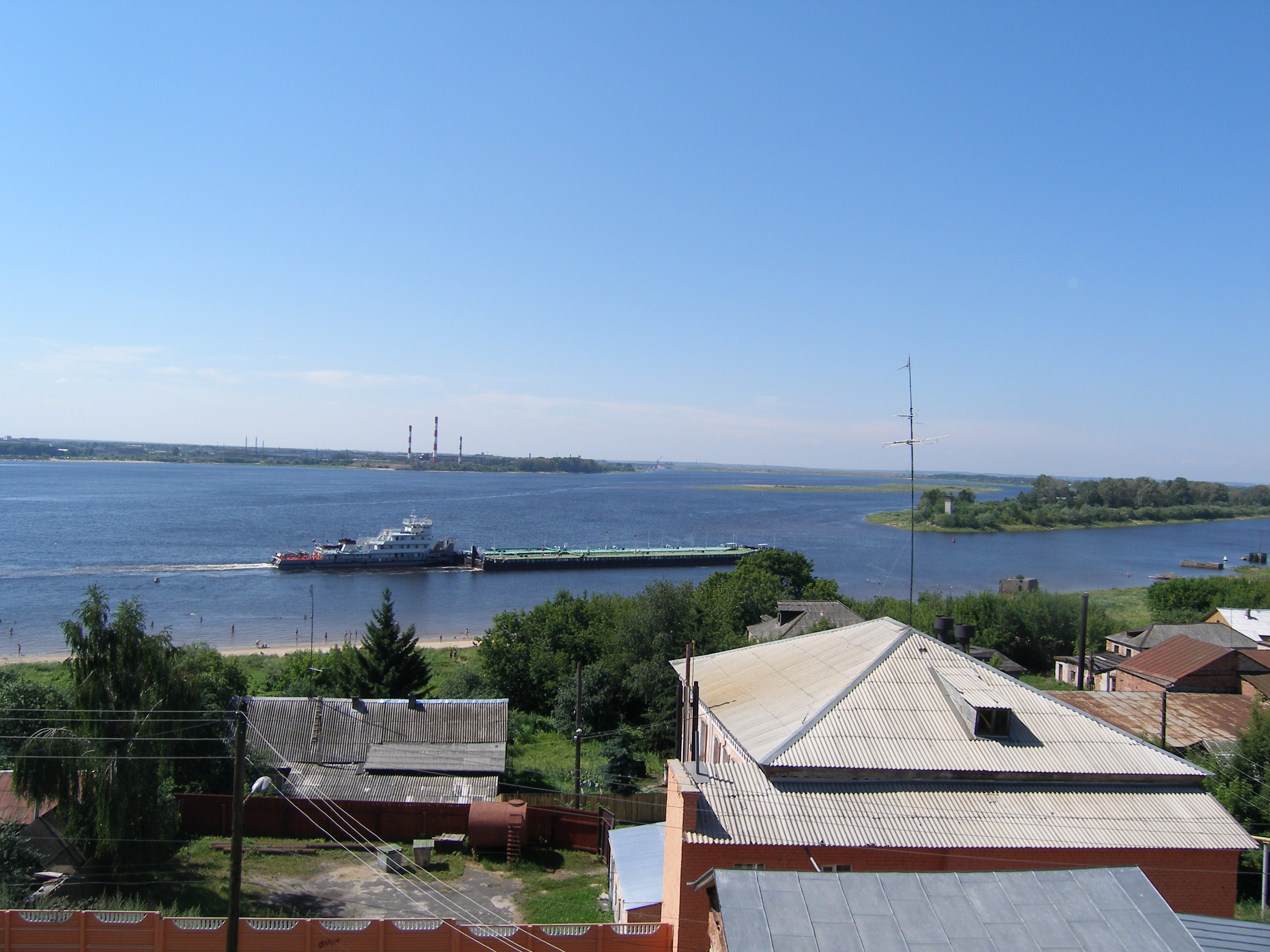
Gorodets, oblast de Nijni Novgorod

Gorodets partage la centrale hydroélectrique de Nijni Novgorod avec la ville de Zavoljie et possède un chantier naval. L'artisanat local spécialisé dans le travail du bois, la broderie et la fabrication de pains d'épice s'est industrialisé. Ses produits, qui sortent maintenant de plusieurs usines, sont vendus dans les boutiques de souvenirs à travers tout le pays.
La voie ferrée électrifiée, qui vient de Nijni Novgorod, s'arrête à Zavoljie. Mais une route qui passe sur le barrage assure l'unique liaison fixe traversant la Volga entre Nijni-Novgrod et Kinechma.

## Religion
Gorodets est le siège de l'éparchie de Gorodets de l'Église orthodoxe russe, érigée en 2012. Elle est divisée en neuf doyennés.

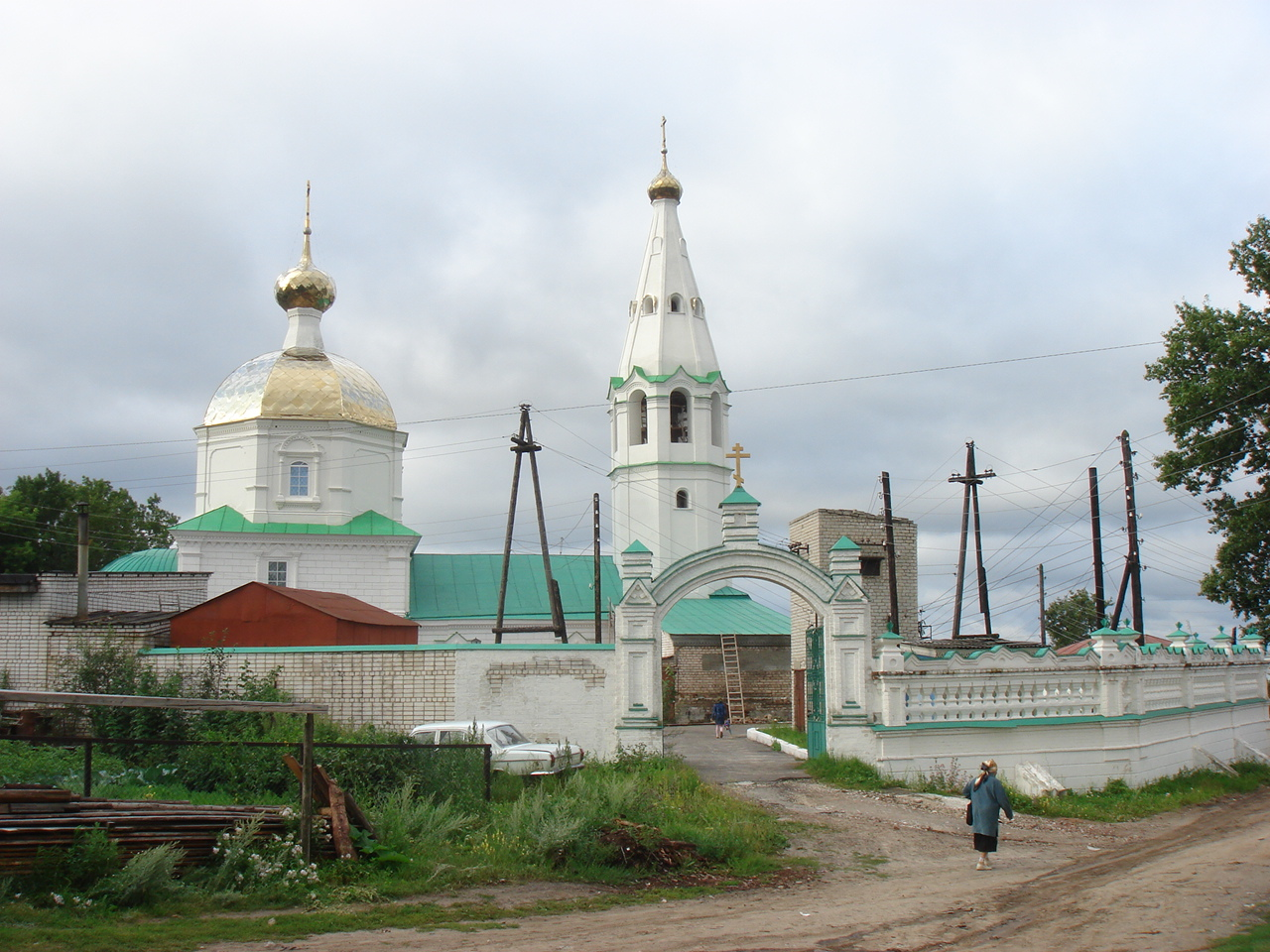
Vue de l'église du Sauveur.
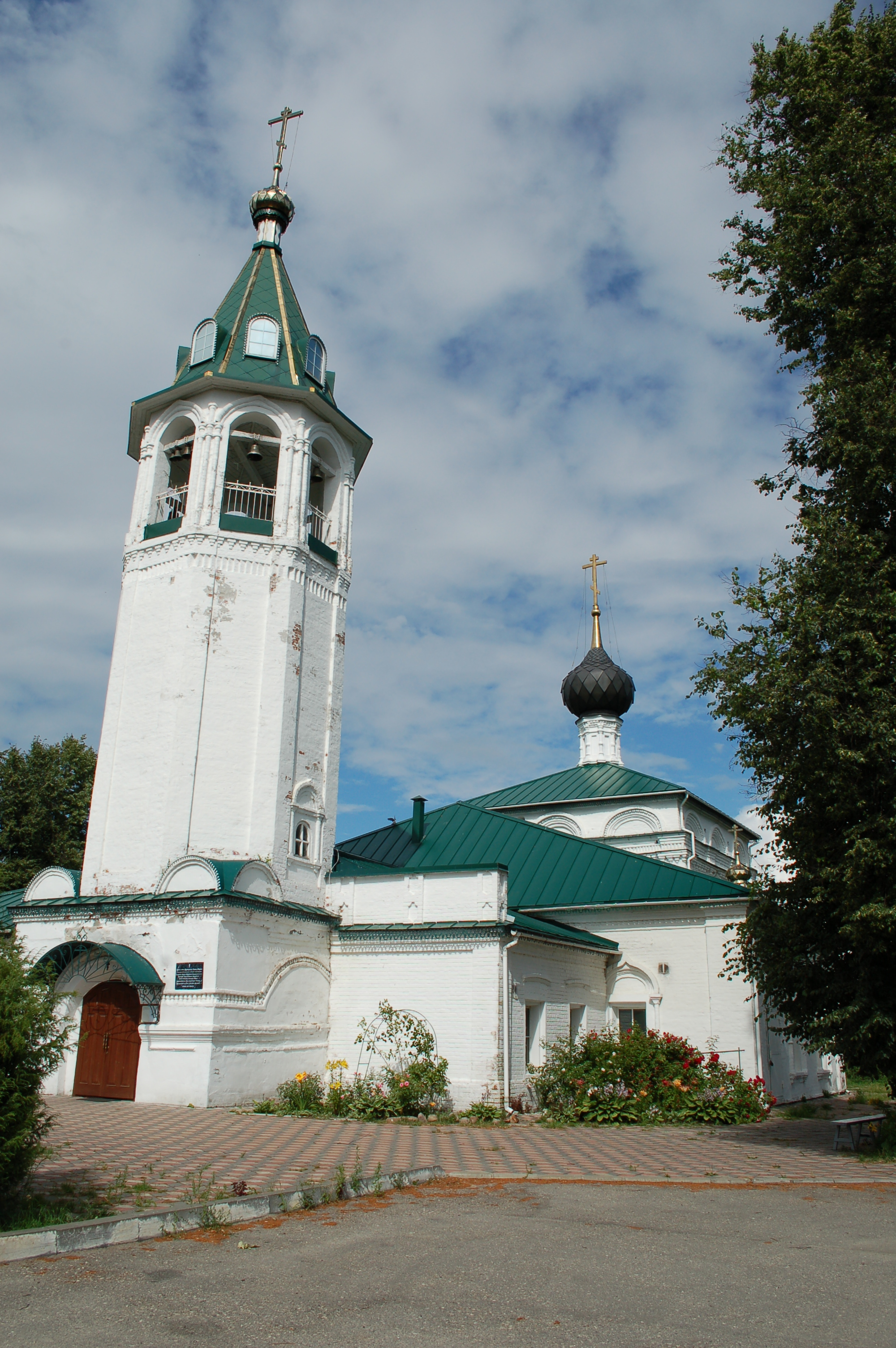
Église Saint-Michel-Archange.
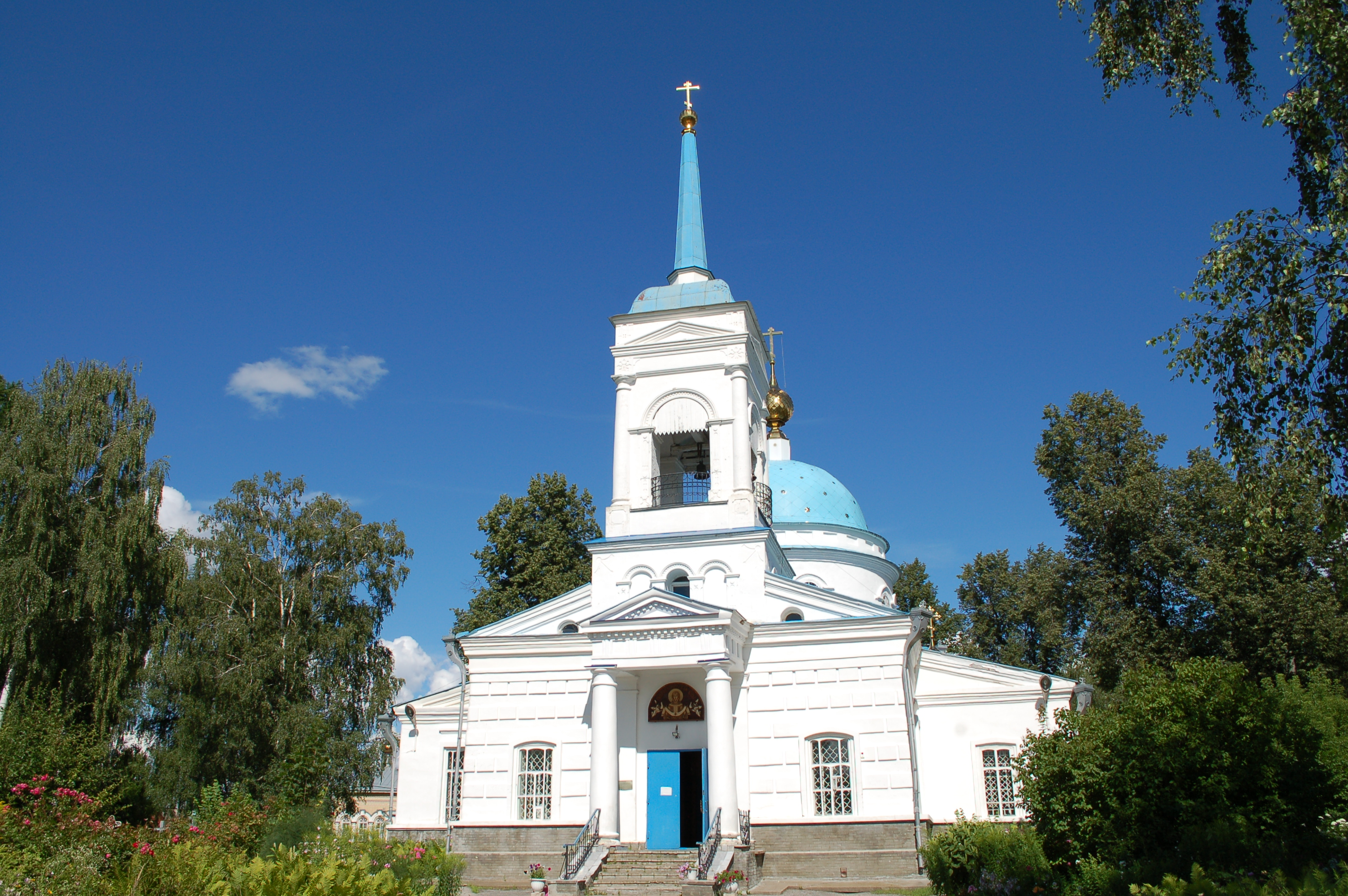
Église de l'Intercession.